# Yamaha YM2164

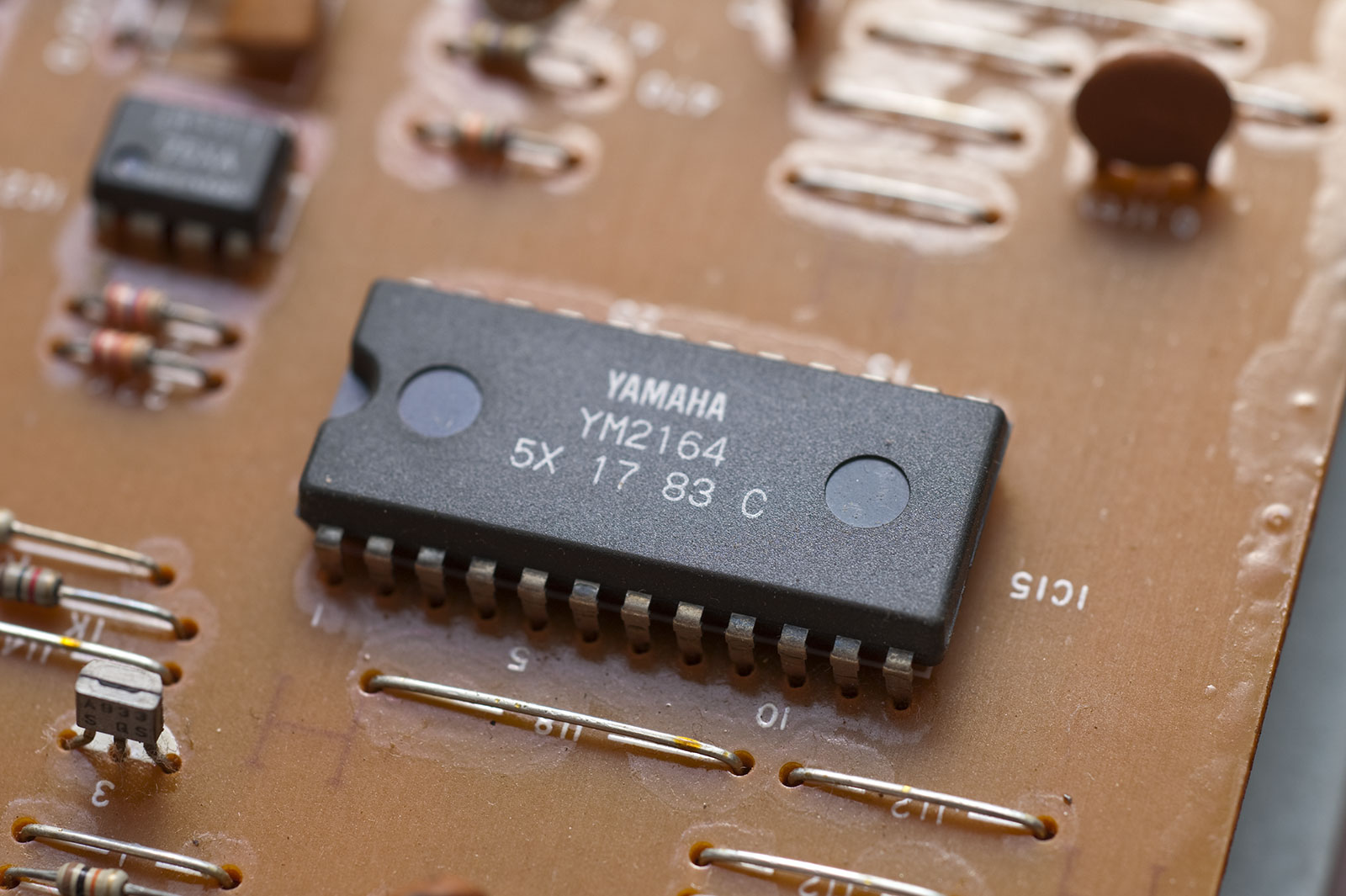
Yamaha YM2164

YM2164, также известная как OPP (сокращение от FM Operator Type-P) — электронный компонент, микросхема звукогенератора, разработанная компанией Yamaha в 1980-х годах. Является усовершенствованной версией YM2151 (OPM), и практически идентична ей по функциональности. Впервые использовалась в поздних моделях модульного синтезатора Yamaha SFG-05, заменив собой ранее использовавшиеся там чипы OPM. Позднее OPP использовался в MIDI-синтезаторах Yamaha DX21, DX27, DX100, FB-01, компьютере Yamaha CX5MII, а также нескольких лицензированных продуктах сторонних фирм: IBM Music Feature Card (фактически FB-01 в виде ISA-карты) и синтезаторах Korg DS-8 и Korg 707.
YM2164 обладает следующими возможностями:
- Восемь независимых каналов (голосов) FM-синтезатора
- Четыре оператора (генератора частоты) с синусоидальной формой волны на каждый канал
- Восемь различных алгоритмов маршрутизации этих четырёх операторов для выполнения синтеза
- Один программируемый генератор низкой частоты (LFO) с четырьмя доступными формами волны, управляющий тоном на каждом канале и/или амплитудой на каждом из операторов
- Четвёртый оператор на последнем канале можно заменить на настраиваемый РСЛОС-шум (нигде не использовалось)

В сравнении с OPM, OPP имеет одинаковую разводку и функциональные особенности, однако обладает небольшими различиями в контрольных регистрах, а именно: адрес тестового регистра (9), разрешение таймера B (2048 тактов на OPP против 1024ёх тактов на OPM) и восемь незадокументированных регистров (0-7). Из-за того, как FB-01 и IBM MFC используют эти регистры, при замене OPP на OPM эти устройства работают некорректно.
Хотя OPP и был доступен для использования IBM и Korg, чипы были недоступны для покупки за пределами Yamaha, в отличие от практически идентичного и широко используемого OPM, нашедшего своё применение в бесчисленных игровых автоматах и некоторых компьютерах.